# چارلز موری (دانشمند علوم سیاسی)
چارلز موری (انگلیسی: Charles Murray؛ زادهٔ ۸ ژانویهٔ ۱۹۴۳) دانشمند علم سیاست، علوم اجتماعی، نویسنده، ستون‌نویس و صاحبنظر رسانه‌ای آمریکایی است.
او نخست به خاطر کتاب اضمحلال: سیاست اجتماعی آمریکا ۱۹۵۰–۱۹۸۰ که سیاست رفاهی آمریکا را به بحث می‌کشید در سال ۱۹۸۴ به شهرت رسید. او بیش از همه به خاطر کتاب مجادله برانگیزش به همراه ریچارد هرنستاین در سال ۱۹۹۴،منحنی زنگی, که استدلال می‌کرد طبقه و نژاد با هوش پیوند دارد معروف است.
مقالات او در مجله کامنتری, ده نیو کرایترین, ویکلی استاندارد, واشینگتن پست, وال استریت ژورنال, و نیویورک تایمز منتشر شده‌اند. او تا تاریخ ۲۰۰۸ تاکنون عضو پیوستهٔ مؤسسه امریکن انترپرایز، از اندیشکدههای محافظه‌کار در واشینگتن است.